# Comunità di energia rinnovabile

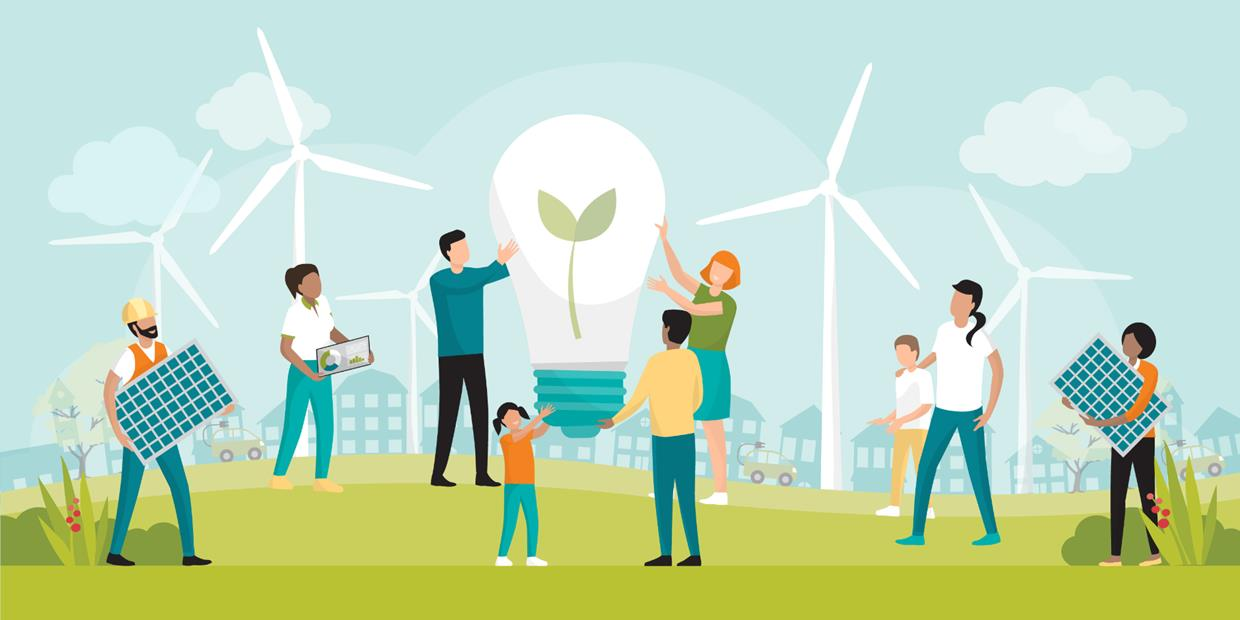
Energy Communities

Una comunità di energia rinnovabile (CER; in inglese Renewable Energy Community, abbreviato REC), anche detta comunità energetica rinnovabile o, in maniera semplificata, comunità energetica, è un gruppo di soggetti che si organizzano per produrre e condividere localmente l'energia prodotta da fonti rinnovabili. 

## Evoluzione
Dal 2018, nell'Unione Europea ne è stata introdotta una prima definizione comunitaria con la direttiva sulla promozione delle fonti rinnovabili, la Direttiva UE 2018/2001. Questa direttiva, conosciuta anche come direttiva RED II (dall'inglese Renewable Energy Directive II), introduce la CER come nuovo schema di autoapprovvigionamento (o autoconsumo) locale da fonti rinnovabili. Nella realizzazione di questa prospettiva, i consumatori (o consumers) divengono auto-consumatori (o prosumers) e agiscono collettivamente. La definizione delle CER rientra nelle strategie di transizione energetica europea: si propone un'adozione diffusa di fonti di energia rinnovabile sul territorio comunitario a stabilire un nuovo assetto del sistema energetico, dov'è fortemente incentivata la produzione di energia a livello locale.
La direttiva ha richiesto che entro il 2021 tutti gli stati membri si dotassero di misure di incentivazione per gli schemi di autoconsumo, quali le comunità di energia rinnovabile e i gruppi di autoconsumo collettivo, al fine di raggiungere gli obiettivi di decarbonizzazione previsti dal Green Deal.
È necessario precisare che il concetto di comunità di energia rinnovabile differisce da quello di "comunità energetica dei cittadini" (in inglese citizens energy community, o CEC), introdotto dalla Direttiva UE 2019/944 (c.d. IEMD).

## Contesto
A partire dall'emanazione delle direttive (2018, RED II e 2019, IEMD), il concetto di comunità di energia rinnovabile nell'UE è stato univocamente definito. Prima di questa definizione, ove previsto dalla normativa dei singoli stati, esistevano già esperienze di autosufficienza energetica e schemi di condivisione di energia a livello locale, sia in Europa che in altri paesi non-UE. Una delle prime descrizioni di cosa fosse e come dovesse operare una comunità energetica si deve ad uno studio in UK del 2007.
Tuttora, nel resto del mondo, sono presenti progetti assimilabili agli schemi CER. In questi casi si parla di energy communities (o EC, o anche, in riferimento al concetto di energia di comunità, community energy), non sempre con un riferimento diretto alle fonti rinnovabili. Quando associate al tema delle energie rinnovabili, le EC, sono annoverate tra gli strumenti per contrastare la crisi climatica e la povertà energetica.

## Definizioni
L'auto-consumatore di energia rinnovabile è definito, a livello europeo, come un cliente finale che produce energia elettrica da fonti di energia rinnovabile (abbr. FER) per il proprio consumo e che può immagazzinare o vendere questa energia autoprodotta purché questa attività non costituisca l’attività commerciale o professionale principale del soggetto.
L'auto-consumo collettivo, secondo l'Art. 2, punto 15 della Direttiva UE 2018/2001 (RED II), è l’estensione del concetto di auto-consumatore a livello di edificio/condominio: “un gruppo di almeno due auto-consumatori di energia rinnovabile che agiscono collettivamente e abitano nello stesso edificio o condominio”.
La comunità di energia rinnovabile è, a sua volta, un’estensione dell’autoconsumo collettivo a livello di distretto/vicinato. Prevede la partecipazione su base volontaria di soggetti molteplici, che attraverso la sottoscrizione di un contratto collettivo costituiscono un soggetto giuridico diventando azionisti o membri della comunità costituita.

«comunità di energia rinnovabile»: soggetto giuridico:
a) che, conformemente al diritto nazionale applicabile, si basa sulla partecipazione aperta e volontaria, è autonomo ed è effettivamente controllato da azionisti o membri che sono situati nelle vicinanze degli impianti di produzione di energia da fonti rinnovabili che appartengono e sono sviluppati dal soggetto giuridico in questione;
b) i cui azionisti o membri sono persone fisiche, PMI o autorità locali, comprese le amministrazioni comunali;
c) il cui obiettivo è fornire benefici ambientali, economici o sociali a livello di comunità ai suoi azionisti o membri o alle aree locali in cui opera, piuttosto che profitti finanziari
( Parlamento europeo e Consiglio europeo, DIRETTIVA (UE) 2018/2001, su eur-lex.europa.eu, 11 dicembre 2018.)

Sono previste, inoltre, le comunità energetiche dei cittadini (CEC) che costituiscono un'estensione del concetto comunità di energia. Diversamente dalle CER, le CEC, secondo la normativa comunitaria, sono sempre entità legali la cui partecipazione è a base volontaria, a prescindere dalle declinazioni delle direttive nei singoli stati membri, non devono necessariamente prevedere l'uso di fonti di energia rinnovabile e non sono soggette a vincoli di prossimità presso le fonti dell'energia condivisa.

## Diritti e doveri delle comunità energetiche
La direttiva RED II specifica i diritti e doveri delle CER come entità giuridiche riconosciute, ma anche il ruolo che queste sono chiamate a svolgere all’interno della visione europea di transizione energetica.
In particolare, l’Articolo 22, stabilisce che le CER:
- hanno diritto di produrre, consumare, immagazzinare e vendere l’energia rinnovabile;
- possono scambiare l’energia rinnovabile prodotta e accedere a tutti i mercati dell’energia elettrica, direttamente o come aggregazione;
- sono aperte a tutti i consumatori, comprese famiglie a basso reddito o soggetti vulnerabili;
- beneficiano di procedure eque (proporzionate e trasparenti) e gli oneri di rete debbono tener conto dei costi sostenuti e garantiti sulla base di un'attenta analisi costi-benefici a cura delle autorità nazionali competenti.

Inoltre, gli stati membri sono chiamati a fornire sostegno e promozione alle CER, per il loro sviluppo e la loro diffusione, garantendo anche una competizione alla pari con altri partecipanti nei mercati energetici.

## A chi si riferiscono
Le possibilità di configurazione di una CER sono determinate dalla legislazione dei singoli stati membri, nel rispetto della direttiva europea. Sebbene sussistano delle differenze nelle varie declinazioni della direttiva tra gli stati membri, è riconosciuto l'accesso alla partecipazione ad una CER a tutti consumatori di energia.

### Utenti
I membri di una comunità energetica rinnovabile sono differenti dai soggetti che possono genericamente configurarsi come autoconsumatori di energia rinnovabile o autoconsumatori collettivi. Questo perché lo schema di una CER è indirizzato alla dimensione di vicinato: si riferisce a cittadini che abitano nello stesso quartiere o in quartieri limitrofi. I soggetti, per costituire una comunità energetica possono consociarsi tra loro e/o insieme ad altri utenti della rete elettrica (ad esempio, negozi, scuole ed ospedali) presenti nell’area, per produrre e consumare energia rinnovabile.
In generale, le condizioni essenziali per essere membri di una comunità energetica sono tre:
- la vicinanza dei soggetti agli impianti FER;
- i membri devono essere persone fisiche, PMI o autorità locali;
- gli obiettivi della CER sono di carattere ambientale e/o sociale.
Inoltre, i soggetti membri devono garantire ai clienti finali il diritto di partecipare alla CER, ma al contempo la possibilità di svincolarsi in qualsiasi momento.
Le motivazioni per costituire o partecipare ad una CER possono riferirsi a differenti livelli di beneficio: ambientale, sociale o anche esclusivamente economico. Da un punto di vista economico la comunità può produrre benefici per i membri, purché le attività svolte dalla comunità non costituiscano la principale attività commerciale dei partecipanti.
In alcuni stati, come l'Italia, possono essere membri della comunità, quindi avere accesso ai meccanismi di incentivazione dell'energia, soltanto alcune categorie di utenti. Ciò, tuttavia, non esclude una partecipazione indiretta alle attività di produzione, vendita e condivisione dell'energia da parte di quegli attori che non possono essere membri della CER.
Nelle prime esperienze di comunità energetiche i promotori di queste iniziative sono stati gli stessi privati cittadini, le associazioni di quartiere, gli amministratori di condominio, le pubbliche amministrazioni locali, ma anche le università e le associazioni socio-culturali presenti sul territorio.

### Configurazioni
Le configurazioni prevalenti prevedono l'utilizzo dell'infrastruttura esistente (ad esempio, la rete elettrica pubblica), conformemente a quanto suggerito dalle direttive. Alcuni esempi di infrastrutture di rete private sono presenti in Europa, ove concesso dalla legislazione locale. In questi casi, l'intera infrastruttura è gestita dalla comunità e, spesso, è concessa da sandbox regolamentari (ad esempio, grandi impianti industriali, progetti sperimentali).

## Le comunità energetiche in Italia
In Italia, le comunità energetiche rinnovabili costituiscono uno dei possibili meccanismi di autoproduzione e condivisione di energia da fonti rinnovabili a livello locale e sono disciplinate dalle leggi di recepimento delle direttive europee. In Italia peraltro esiste già storicamente un concetto di organizzazione locale per la produzione e la distribuzione dell'energia elettrica. I meccanismi di incentivazione dello schema delle CER, insieme a quello dell'autoconsumo collettivo, sono regolati sulla base di provvedimenti attuativi redatti dal Ministero dell'Ambiente e della Sicurezza Energetica (MASE) e dall'Autorità di regolazione per energia reti e ambiente (ARERA), ed erogati dal Gestore dei Servizi Energetici (GSE) attraverso apposite regole tecniche. Esse rappresentano una delle possibili configurazioni per l'autoconsumo diffuso definite dal Testo Integrato dell'Autoconsumo Diffuso (TIAD), Allegato A alla deliberazione 727/2022/Reel, ovvero:
| Auto-consumo Individuale | Auto-consumatore individuale di energia rinnovabile “a distanza” con linea diretta che sceglie il trattamento previsto per l’autoconsumo a distanza su rete di distribuzione |
| Auto-consumo Individuale | Auto-consumatore individuale di energia rinnovabile “a distanza” che utilizza la rete di distribuzione                                                                       |
| Auto-consumo Individuale | Cliente attivo “a distanza” che utilizza la rete di distribuzione |
| Auto-consumo Collettivo  | Gruppo di auto-consumatori di energia rinnovabile che agiscono collettivamente                                                                                               |
| Auto-consumo Collettivo  | Gruppo di clienti attivi che agiscono collettivamente |
| Comunità Energetica      | Comunità energetica rinnovabile o comunità di energia rinnovabile |
| Comunità Energetica      | Comunità energetica dei cittadini |

### CER e transizione energetica
Le CER si inseriscono in un quadro di transizione energetica, definito attraverso piani strategici nazionali (vd. PNIEC, PNRR), al fine di allinearsi agli altri stati europei nel raggiungimento degli obiettivi comunitari in materia di energia, emissioni e sviluppo sostenibile.
In particolare, iI Piano Nazionale Integrato Energia e Clima (PNIEC) del 2020 cita le CER tra gli strumenti che l'Italia vuole mettere in campo per portare avanti una transizione energetica verso la decarbonizzazione e la decentralizzazione del sistema energetico. In particolare, nel PNIEC è espressa l’intenzione di esplorare le modalità con cui gli impianti FER in schemi di autoconsumo e CER possano essere uno strumento valido per contrastare la povertà energetica, per sostenere le economie dei piccoli comuni sfruttando le risorse locali, per evitare inefficienze nell'implementazione della rete nazionale e valorizzare la rete elettrica esistente.

### CERS: le comunità di energia rinnovabile solidali
Una Comunità Energetica Rinnovabile e Solidale (CERS) è un modello di organizzazione collettiva che permette a cittadini, imprese e enti locali di produrre, condividere e utilizzare energia da fonti rinnovabili attraverso la gestione partecipata di impianti comuni. Tale comunità promuove la sostenibilità energetica, la riduzione delle emissioni di CO₂ e il contrasto alla povertà energetica, favorendo al contempo l'autonomia energetica territoriale e l'inclusione sociale.
Le CERS possono essere costituite sotto diverse forme giuridiche, tipicamente associazioni, cooperative o enti del terzo settore, e operano sulla base della normativa europea e nazionale in materia di energia e autoconsumo collettivo.
La gestione partecipata della comunità prevede generalmente un processo democratico di decisione, garantendo a ogni membro la possibilità di contribuire alle scelte strategiche e operative. Inoltre, molte CERS sviluppano progetti di solidarietà, destinando parte dell'energia prodotta a sostegno di fasce sociali vulnerabili o di iniziative locali di rilevanza sociale e ambientale.

## Normativa

### Recepimento della direttiva europea
Il recepimento delle direttive europee RED II e IEMD nei diversi stati membri è stato previsto per il 2021. In alcuni casi, tra cui quello dell’Italia, l’implementazione delle azioni proposte dalla direttiva è avvenuta in due fasi: una prima fase preliminare in cui sono stati emanati provvedimenti transitori al fine di avviare una fase di sperimentazione e, successivamente, quella in cui sono state emanate le leggi di recepimento della direttiva.

#### Fase transitoria
L’Italia ha introdotto nel proprio quadro normativo i concetti di comunità di energia rinnovabile e di autoconsumo collettivo, prima del recepimento effettivo delle direttive, avviando una fase di sperimentazione (anche detta "transitoria").
Il Decreto-legge 162/19 (c.d. DL Milleproroghe), convertito in Legge nel 2020, ha anticipato il recepimento degli articoli 21 e 22 della direttiva RED II, disciplinando e rendendo possibili le configurazioni di autoconsumo collettivo e CER entro specifiche condizioni.
L’attuazione del DL Milleproroghe è avvenuta nello stesso anno con la delibera ARERA 318/2020/R/ee, relativa alla regolazione economica delle comunità energetiche, e il Decreto Ministeriale del Ministero dello Sviluppo Economico (MiSE) del 16 settembre 2020, che ha definito tariffe incentivanti per gli schemi di autoconsumo da fonti rinnovabili.

#### Legge di recepimento
Il Decreto-legge 8 novembre 2021, n.199 è entrato in vigore a partire dal 15 dicembre 2021 e recepisce a livello italiano la Direttiva RED II.
Le principali novità, rispetto alla fase transitoria, riguardano l'innalzamento della soglia di potenza massima ammissibile per ciascun impianto della CER e l’ampliamento del perimetro delle configurazioni:
- è stato stabilito che possono accedere all’incentivo gli impianti a fonti rinnovabili che hanno singolarmente una potenza fino a 1 MW, la cui entrata in esercizio è in data successiva a quella di entrata in vigore del decreto RED II; precedentemente tale limite era di 200kW[32].
- il perimetro di aggregazione è riferito alle utenze di consumo connesse sotto la stessa cabina primaria.

Infine, il D.Lgs. 199/2021 ha previsto che la disciplina stabilita per la fase di transizione dalla legge n.8/2020 continui ad applicarsi fino alla data di entrata in vigore dei provvedimenti, da adottare da parte del MASE e di ARERA, ai sensi di quanto stabilito agli articoli 8 e 32 del predetto decreto. Attualmente tali provvedimenti sono ancora in fase di approvazione da parte dell'Unione Europea.

## Progetti e piattaforme digitali
A partire dall’introduzione del concetto di comunità di energia rinnovabile, l’Europa ha finanziato progetti di ricerca volti allo studio e al monitoraggio dei progetti di CER in via di sviluppo nei diversi stati membri. Si è così dotata di strumenti di analisi dei limiti e delle possibilità di questi nuovi schemi di produzione e scambio di energia locale. I principali progetti che sono stati attivati, vertono sul tema delle comunità energetiche, in termini specifici, o includono le CER in una più ampia trattazione di temi quali la transizione energetica, la decarbonizzazione e lotta alla povertà energetica.
Come prodotto di questi progetti europei, sono stati creati strumenti digitali a supporto della diffusione delle CER in Europa: strumenti per la disseminazione delle “buone pratiche”, lo studio e la progettazione di comunità energetiche. Tra le iniziative portate avanti dalla commissione europea, è stata creata una piattaforma online chiamata “Energy Communities Repository”, che oltre a fornire supporto tecnico e legale, raccoglie gli strumenti digitali in un toolbox.

### Progetti in Italia
L'Agenzia nazionale per le nuove tecnologie, l'energia e lo sviluppo economico sostenibile (ENEA) stima che in Italia siano attive circa 17 CER e quasi un centinaio siano quelle che hanno fatto richiesta di riconoscimento per una potenza complessiva installata di circa 1,5 MW e con la stragrande maggioranza degli impianti attivi nel nord Italia ma avendo come obiettivo di arrivare a una potenza installata nel 2026 di 5 GW. Ecco alcuni dei progetti attualmente attivi:
- Comunità energetica rinnovabile di Villanovaforru in Sardegna; attraverso il progetto sviluppato dalla Comunità, con il sostegno finanziario del Comune, gli associati compensano i propri consumi con l’energia prodotta localmente[38].
- Comunità Energetica Rinnovabile e Solidale “Critaro” di San Nicola da Crissa in Calabria; il progetto prevede l'installazione di un impianto fotovoltaico su edifici comunali, per alimentare il consumo elettrico di almeno 4 edifici comunali e di circa 30 associati[39].
- Il progetto di comunità energetica di Biccari rappresenta un cluster energetico in fase di sviluppo con 35kW di potenza installata[40].
- Il Comune di Magliano delle Alpi ha costituito in data 18 dicembre 2020 una CER in partnership con l'Energy Center del Politecnico di Torino[41][42].

Inoltre in Italia si registra il crescente interesse delle organizzazioni cattoliche, parrocchie e diocesi, alla creazione di CER, certamente motivata dalla seconda enciclica di papa Francesco Laudato si', ma probabilmente anche dalla ripresa dei temi propri del cattolicesimo sociale del XX secolo.

## Riferimenti normativi
- Artt. 30-33 del decreto legislativo 8 novembre 2021, n. 199 - Attuazione della direttiva (UE) 2018/2001 del Parlamento europeo e del Consiglio, dell'11 dicembre 2018, sulla promozione dell'uso dell'energia da fonti rinnovabili.